# Pedro Fernández Cantero
Pedro Fernández Cantero, né le 29 avril 1946 à Concepción (Paraguay), est un footballeur espagnol qui jouait au poste de défenseur.

## Carrière
Pedro Fernández joue entre 1967 et 1969 au FC Barcelone. Avec le Barça, il joue huit matchs de championnat, remporte la Coupe d'Espagne en 1968 et participe à la Coupe des vainqueurs de coupe (saison 1968-1969).
En 1969, il est recruté par le Grenade CF, où il reste jusqu'en 1978, devenant un des piliers du club (sept saisons en D1 et les deux dernières en D2) au cours de sa meilleure époque.

## Palmarès
Avec le FC Barcelone :
- Vainqueur de la Coupe d'Espagne en 1968